# Chaise longue B 306
Chaise longue LC4
La Chaise longue B 306 à réglage continu, Chaise longue n°2072, également surnommée La machine à repos, et depuis 1964 Chaise longue à réglage continu ou Chaise longue LC4, est une chaise longue basculante créée par  Le Corbusier, Pierre Jeanneret et Charlotte Perriand entre 1928 et 1929, dans le cadre de l'atelier de Le Corbusier, situé au 35 rue de Sèvres à Paris.

Vue de la bibliothèque du 1er étage du pavillon de la Villa Church : au premier plan en bas à gauche, première apparition de la chaise longue.

Présente dans les collections de plusieurs musées,,,, la chaise longue B 306 / LC4 est considérée comme un objet culte, modèle iconique du mobilier du XXe siècle.

## Évolution du modèle

### La Machine à repos, modèle B 306
Le Corbusier qui réalise du mobilier et des aménagements intérieurs depuis les années 1910 s’intéresse à la chaise longue dès l’année 1922. On retrouve régulièrement la « Morris-chair » dans ses plans d’architecture dont ceux pour « l’immeuble-villa ». Cette dernière est rapidement remplacée sur les plans par un autre modèle, la chaise de « Surrepos »du Dr Pascaud, avec qui Le Corbusier entre en contact en 1925.

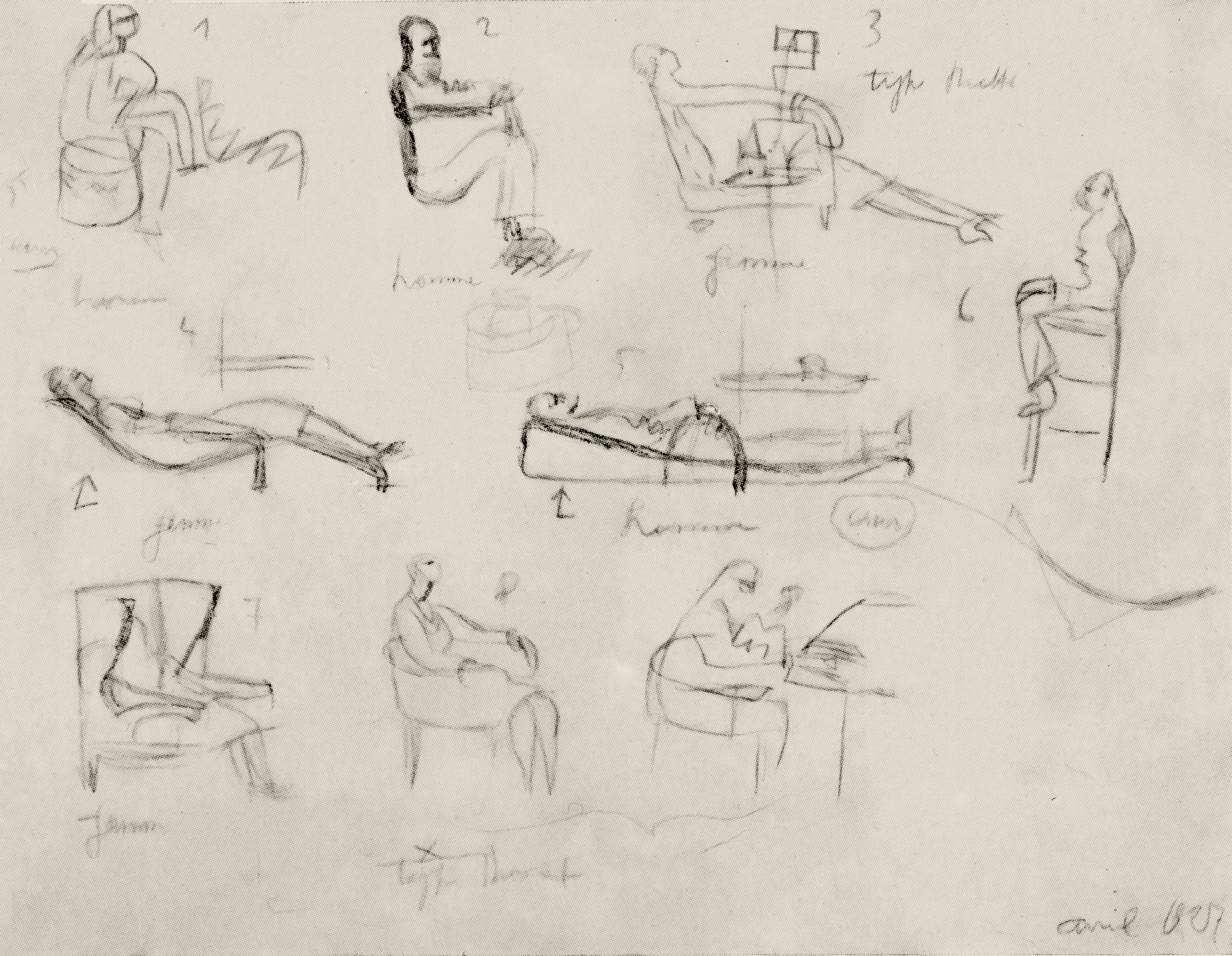
"Nouvelles manières de s'asseoir", Le Corbusier, avril 1927.
Le modèle n°4 correspond à l'assise de la future chaise longue.

C’est entre mars et avril 1927, dans le cadre du projet de maisons pour la Weissenhof-Siedlung, que Le Corbusier esquisse son programme mobilier correspondant aux « nouvelles manières de s’asseoir ».
Inspirée par Le fauteuil Surrepos à inclinaison variable du Docteur Pascaud et le rocking chair de la marque Thonet.
On retrouve dans l’élaboration de cette chaise les tubes métalliques chromés ou laqués que Le Corbusier et son cousin Pierre ont déjà utilisés en 1925 pour concevoir les tables de la Maison La Roche. La chaise longue est également composée de ressorts, de sandows, de profilés ovoïdes en tôle d’acier laqué issus de fournisseurs aéronautique, caoutchouc, et cuir ou peaux de première qualité. On retrouve ici la fascination de Le Corbusier pour l’aéronautique qu’il évoque dans de nombreux ouvrages, dès 1923 dans Vers une architecture ou plus tard dans Aircraft.
Dans un entretien avec Charlotte Ellis et Martin Meade, Charlotte Perriand  précise son travail au sein de l'atelier de Le Corbusier: 
« […] Donc, quand je suis arrivée [à l’atelier], il m’a tout de suite mis sur le thème des casiers (systèmes de stockage), des chaises en métal et des idées de tables qu’il avait publiés dans ses livres, dans la revue « L’Esprit Nouveau » et qu’il avait montré dans ses livres.».
Le cadre de l’assise permet de varier la position et de la stabiliser sans système de blocage mais par simple friction sur les barres transversales du piètement, recouvertes de caoutchouc.
Le dessin de la chaise longue s’appuie sur un tracé régulateur basé sur les divisions harmoniques du rectangle d’or.
Présentée pour la première fois en 1928 dans la Villa Church à Ville-d’Avray, puis au salon d’automne 1929, la chaise est coûteuse à produire et est éditée par le fabricant autrichien Thonet sous la dénomination B 306. À partir de 1932, la chaise longue est également produite par la société suisse Embru et référencée n°2072. Malheureusement, et malgré le succès des produits phares de Thonet, cette première phase de commercialisation de la chaise longue est un échec, du fait de son prix notamment, et en 1937 seuls 172 exemplaires ont été vendus.
À partir de 1959, Heidi Weber devient éditeur de la chaise et lui donne la référence LC104. Le Corbusier l’appelle « la machine à repos ».

### À propos des premiers modèles B 306
Cette section ne s'appuie pas, ou pas assez, sur des sources secondaires ou tertiaires indépendantes du sujet.

Pour l'améliorer, ajoutez-en, ou placez des modèles {{Source secondaire souhaitée}} ou {{Source secondaire nécessaire}} sur les passages mal sourcés. (septembre 2023)
L’assise des toutes premières versions de la chaise longue (le modèle des premières images sur lesquelles pose Charlotte Perriand par exemple) est composé d’un ensemble de pièces de cuir savamment découpées et directement fixé sur le cadre tubulaire, tendu au revers par des ressorts, tandis que les versions suivantes disposent d’un matelas posé sur un sommier à ressorts et sandows, et solidarisé au cadre par des brides.
Le piètement en H est lui composé de tubes profilés type aviation, qui sont repris par les éditions Heidi Weber mais abandonnés par Cassina, ce qui modifie l'esthétique de la chaise.
De même, les tout premiers exemplaires (Villa Church, Maharaja d'Indore) présentent à chaque extrémité du profil chromé de l'assise un tube de plus fort diamètre, soudé à la structure. Ce détail sera remplacé dans les modèles de série de Thonet par des tubes cintrés de même diamètre que la structure, plus élégants.
En 2014, une ré-édition spéciale en 1 000 exemplaires, inspirée de la toute première version mais sans en reprendre tous les détails (les profils en tube aviation du piètement en H ne sont pas reconstitués), est proposée par Cassina en collaboration avec Louis Vuitton.

### La chaise longue LC4
À partir de 1964, l’entreprise Italienne Cassina devient l’éditeur exclusif de la chaise longue et la nomme LC4, nom qu’elle porte toujours à ce jour. Ce meuble, icône du design, reste parmi les plus copiés au monde.

### La chaise longue Tokyo 522
À partir de 1938, Charlotte Perriand, qui a mis fin à sa collaboration avec Le Corbusier en 1937, envisage de concevoir son mobilier en bois pour le rendre plus économique et pour redonner une seconde vie à la chaise longue. Lors de son séjour au Japon de 1940 à 1942 elle crée ainsi une déclinaison en bambou de la chaise longue : la chaise longue 522 Tokyo.
En 2011, soit 71 ans après la présentation du modèle, Cassina édite la chaise longue 522 Tokyo, dans différentes versions en teck, hêtre ou bambou.